# Kasper Gąsiorowski
Kasper Gąsiorowski (ur. 1798 w Jaśliskach, zm. 20 maja 1872 w Jaśle) – polski duchowny katolicki, kanonik kapituły przemyskiej, proboszcz i dziekan jasielski, pedagog, dyrektor szkoły, profesor katechetyki, wykładowca w Seminarium Duchownym w Przemyślu, powstaniec, działacz oświatowy i społeczny.

## Życiorys
Urodził się w Jaśliskach w 1798. Święcenia kapłańskie otrzymał w Przemyślu w 1821. Pracował jako katecheta, a potem jako dyrektor szkoły dla panien w Przemyślu. Po śmierci ks. Adama Janowskiego w 1837 został proboszczem w Jaśle, a następnie dziekanem dekanatu jasielskiego. Otrzymał godność tytularnego kanonika kapituły przemyskiej. Był też profesorem katechetyki w Seminarium Duchownym w Przemyślu. Jako proboszcz jasielski troszczył się nie tylko o kościół, ale też i o podniesienie kultury w Jaśle. W 1848 przeprowadził odnowienie ołtarzy i malowanie kościoła.
Zbudował kaplicę cmentarną, w której po śmierci został pochowany. On to z Antonim Koralewskim, burmistrzem Jasła, podjął starania o utworzenie gimnazjum w Jaśle. W uznaniu jego zasług miasto przyznało mu tytuł Honorowego Obywatela Jasła.
Zmarł nagle wskutek apopleksji 20 maja 1872 w Jaśle. W kaplicy cmentarnej w Jaśle, gdzie został pochowany, zostało ustanowione jego epitafium.